# Agave tenuifolia
Agave tenuifolia är en sparrisväxtart som beskrevs av Zamudio och E.Sánchez. Agave tenuifolia ingår i släktet Agave och familjen sparrisväxter. Inga underarter finns listade i Catalogue of Life.

## Bildgalleri

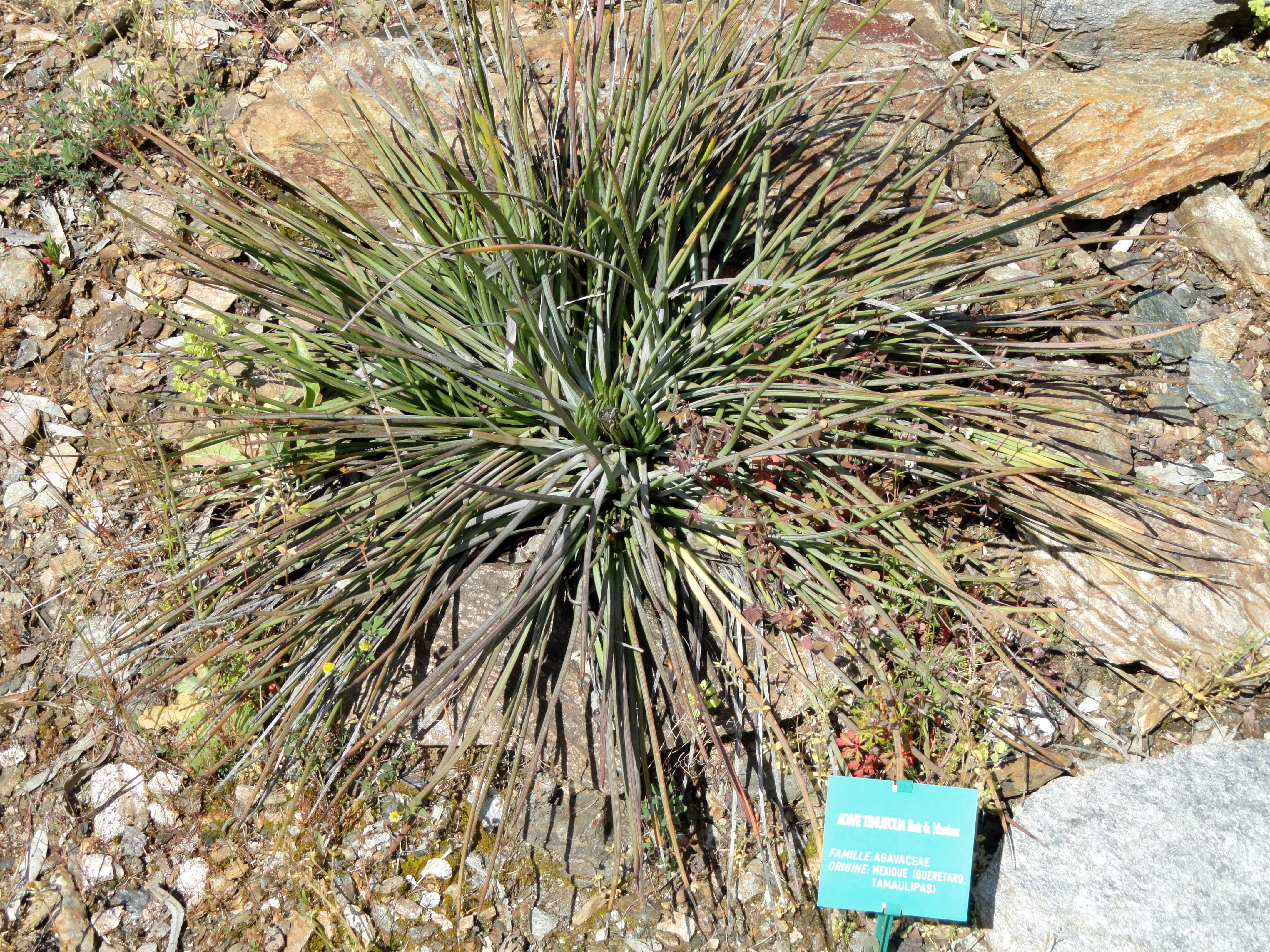